# 雅巴紋胸鮡
雅巴紋胸鮡，為輻鰭魚綱鯰形目鮡科的其中一種，為亞熱帶淡水魚類，分布於亞洲印度曼尼普爾邦親敦江流域，體長可達13.6公分，棲息在底層水域，生活習性不明。